# Andrew Auernheimer

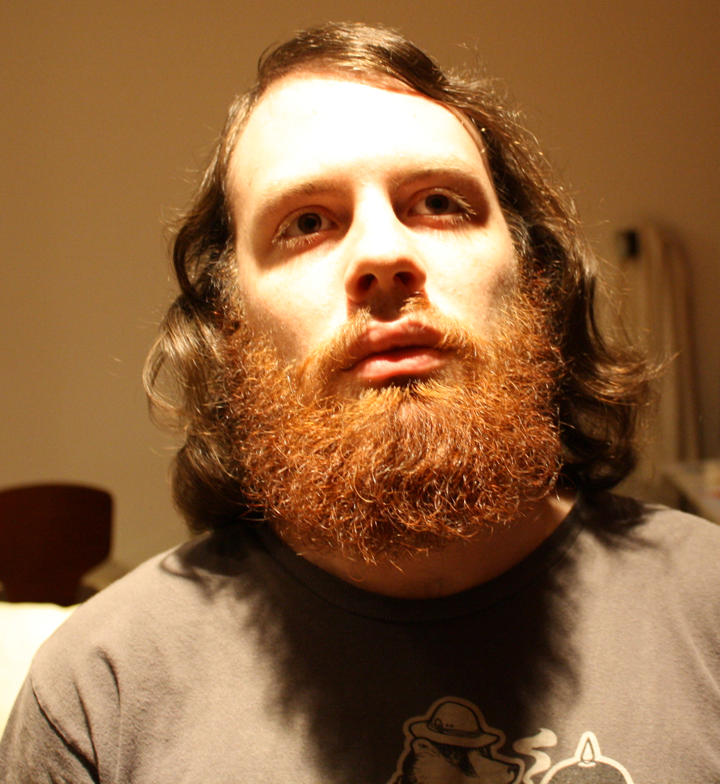
Andrew Auernheimer, 2010

Andrew Alan Escher Auernheimer (* 1. September 1985 in Fayetteville, Arkansas), besser bekannt unter seinem Pseudonym „weev“, ist ein amerikanischer Hacktivist, Internet-Troll und Rechtsextremist. Auernheimer erregte öffentliches Interesse, nachdem er eine Sicherheitslücke beim Telekommunikationskonzern AT&T aufgedeckt hatte und anschließend inhaftiert wurde.

## AT&T-Sicherheitslücke
Auernheimer ist Mitglied einer Gruppe von Computerexperten, die sich „Goatse Security“ nennt. Die Gruppe fand einen Fehler im Sicherheitssystem des Telekommunikationskonzern AT&T, den sie anschließend publik machte. Die Sicherheitslücke erlaubte es, die E-Mail-Adressen von iPad-Benutzern zu sehen. Die Gruppe meldete die Sicherheitslücke zuerst an das Newsportal Gawker Media, bevor AT&T darüber informiert wurde. Die Daten von 114.000 iPad-Benutzern wurden veröffentlicht. Viele dieser Daten gehörten zu prominenten Persönlichkeiten sowie Regierungsangestellten und Militärangehörigen. Die Aktion der Gruppe entfachte eine öffentliche Debatte über die Enthüllung von Sicherheitslücken. Auernheimer selbst sagte, dass Goatse Security nur gewöhnliche Methoden verwendet habe und dass AT&T selbst für ihre unsichere Infrastruktur verantwortlich gemacht werden müsse. Die Gruppe betrachte sich als „die Guten“ und wollte lediglich auf die Sicherheitslücke hinweisen. Jennifer Granick von der Electronic Frontier Foundation verteidigte die verwendeten Methoden von Goatse Security.

### Ermittlungen
Die Ermittlungen des FBI führten im Januar 2011 zu einer Strafanzeige gegen Auernheimer.
Kurz nach der Eröffnung der Ermittlungen wurde Auernheimers Wohnung vom FBI und der örtlichen Polizei durchsucht. Bei der Hausdurchsuchung ging es primär um die Verletzung der AT&T-Datensicherheit, allerdings wurde Auernheimer im Anschluss wegen angeblicher Drogendelikte verhaftet. Die Polizei behauptete, dass sie bei der Durchsuchung von Auernheimers Wohnung mehrere illegale Drogen sowie verschreibungspflichtige Medikamente gefunden habe. Nachdem er eine Kaution von 3.160 US-Dollar bezahlt hatte, wurde Auernheimer vorübergehend freigelassen. Während seiner Freilassung verstieß Auernheimer gegen ein Redeverbot, um gegen die ihm seiner Meinung nach zugefügten Bürgerrechtsverletzungen zu protestieren. Er bestritt insbesondere die Rechtmäßigkeit der Hausdurchsuchung und beklagte, dass ihm der Kontakt mit einem Strafverteidiger verweigert worden sei. Er bat die Öffentlichkeit um Spenden, um die Gerichtskosten bezahlen zu können.
Im Januar 2011 wurden unmittelbar nach Auernheimers Verhaftung alle Anklagepunkte wegen angeblicher Drogendelikte fallen gelassen. Das US-Justizministerium kündigte an, dass Auernheimer der Verschwörung zum unerlaubten Zugang zu einem Computer und des Betrugs in jeweils einem Fall angeklagt werde. Obwohl sein Mitangeklagter Daniel Spitler bald auf Kaution freigelassen wurde, wurde Auernheimer diese Möglichkeit zunächst verwehrt, da er arbeitslos war und keine Familienmitglieder hatte, die ihn bei sich aufnehmen könnten. Er wurde im Federal Transfer Center in Oklahoma City inhaftiert, bevor er im Februar 2011 mit einer Kaution von 50.000 US-Dollar freigelassen wurde. Anfang Juli 2011 erhob eine Grand Jury in Newark, New Jersey Anklage gegen Auernheimer wegen Verschwörung, um unerlaubten Zugang zu einem Computer zu erhalten, und wegen Identitätsdiebstahls. Im September 2011 wurde er auf Kaution freigelassen, woraufhin er weitere Spenden sammelte, um seine Gerichtskosten abzudecken.

### Anklage
Am 20. November 2012 wurde Auernheimer wegen Identitätsbetrugs und Verschwörung für schuldig befunden. Auernheimer schrieb, dass er Einspruch gegen die Anklage erheben werde.
Am 29. November 2012 schrieb Auernheimer einen Artikel für das Technologie-Magazin Wired, man solle Sicherheitslücken – sogenannte „zero-day exploits“ – nur Personen gegenüber enthüllen, bei denen man sich sicher sein könne, dass sie sie zugunsten sozialer Gerechtigkeit ausnutzen würden.
Am 18. März 2013 wurde Auernheimer zu 41 Monaten Haft und zur Zahlung von 73.000 US-Dollar Entschädigung verurteilt. Kurz vor der Urteilsverkündung schrieb Auernheimer auf Reddit unter anderem, dass er zu nett zu AT&T gewesen sei, da er ihnen Zeit ließ, die Sicherheitslücke zu schließen, und dass er das nächste Mal nicht mehr so nett sein werde. Dieses und auch weitere Zitate von Auernheimer wurden vor Gericht als Rechtfertigung für das Urteil verwendet.
Im März 2013 trat der Bürgerrechtsanwalt Orin Kerr Auernheimers Anwaltsteam bei, ohne dafür ein Honorar zu verlangen.
Auernheimer verbüßte seine Haft im Gefängnis Federal Correctional Institution, Allenwood Low in Brady Township, Pennsylvania, seine Entlassung war für Januar 2016 vorgesehen. Am 1. Juli 2013 reichten Auernheimers Anwälte einen Schriftsatz ein, in dem sie argumentierten, dass die Urteile gegen Auernheimer aufgehoben werden sollten, da er nicht gegen die einschlägigen Bestimmungen des Computer Fraud and Abuse Acts verstoßen habe.

### Aufhebung des Urteils
Am 11. April 2014 hob das Appellationsgericht des Dritten Bezirks das Urteil auf, da das Gericht in New Jersey nicht für den Fall zuständig gewesen sei. Während das Gericht nicht über die Rechtmäßigkeit von Auernheimers Handlungen urteilte, äußerte es aber Skepsis gegenüber dem Urteil, da im Prozess keine Beweise vorgelegt worden seien, dass eine Umgehung eines Authentifizierungsverfahrens vorgekommen sei. Auernheimer wurde daraufhin am 11. April 2014 aus der Haft entlassen.

## Hacking & Trolling
Auernheimer ist Mitglied der Trolling-Gruppierung Gay Nigger Association of America (GNAA) und war einst Vorsitzender der Gruppierung, in die auch Mitglieder von Goatse Security involviert waren.
Nachdem das Sex, Dating und Swinger-Portal Adult FriendFinder gehackt wurde und Kundeninformationen veröffentlicht worden waren, durchsuchte Auernheimer die Daten und verwendete Twitter, um Kunden öffentlich zu identifizieren. Auernheimer erzählte CNN, dass er es direkt auf Regierungsbeamte abgesehen habe, da diese seiner Meinung nach am einfachsten zu beschämen seien.
Ab Oktober 2015 suchte Auernheimer zusammen mit Charles C. Johnson von GotNews gezielt nach Namen von Regierungsbeamten, die bei einer Datenpanne des Seitensprung-Portals Ashley Maddison identifiziert wurden, um deren Namen anschließend auf Johnsons Website gotnews.com zu veröffentlichen.
Im März 2016 griff Auernheimer auf mehrere Tausend ungesicherte Netzwerk-Drucker in verschiedenen amerikanischen Universitäten zu, damit sie Flyer mit Hakenkreuzen ausdruckten, die für das News-Portal The Daily Stormer warben. Auernheimer behauptet, er habe ein übliches Tool verwendete, um im Internet nach ungesicherten Druckern zu suchen. Er habe dabei über eine Million ungesicherte Drucker gefunden.
Im August 2016 griff Auernheimer erneut auf ungesicherte Netzwerk-Drucker in verschiedenen amerikanischen Firmen zu, um weitere Flyer mit Hakenkreuzen auszudrucken, dieses Mal mit Werbung für seine Webseite Samiz.dat. Auernheimer unterschrieb diese Flyer mit „weev“ und bekannte sich für die Aktion auf seiner Twitter-Seite.
Auf dem Album Because the Internet des Rappers Childish Gambino wurde ein Lied nach Auernheimer benannt mit dem Titel „III. Life: The Biggest Troll (Andrew Auernheimer)“

## Leben nach der Inhaftierung
Laut dem News-Portal PandoDaily lebte Auernheimer 2014 im Libanon, um weiteren Strafverfolgungen in Amerika zu entgehen. 2016 berichtete NBCNew, dass Auernheimer an einem Ort in Osteuropa lebe, aber sein genauer Aufenthaltsort blieb unbekannt. In einem späteren Interview gab Auernheimer an, er lebe in Kharkiv in der Ukraine und wiederholte auf Facebook, er lebe mit einem gültigen Aufenthaltsstatus in Osteuropa.
Im Januar 2017 sagte Auernheimer dem LiveJournal, er arbeite als politischer Analyst in der Ukraine.
Aus einer E-Mail, die im Oktober 2017 von BuzzFeed geleakt wurde, geht hervor, dass Auernheimer mit der Breitbart-News-Persönlichkeit Milo Yiannopoulos in Kontakt war: Yiannopoulos habe Auernheimer bei der Abfassung eines Artikels über die Alt-Right-Bewegung um Rat gefragt. In der E-Mail bat Yiannopoulos den Herausgeber von Breitbart News um die Genehmigung, Auernheimer als Gast seines Podcasts einzuladen. Die Anfrage wurde mit der Begründung abgelehnt, man wolle nicht mit einem „echten Rassisten“ in Verbindung gebracht werden.

## Politische Ansichten und Kritik
Im Oktober 2014 veröffentlichte Auernheimer einen Artikel auf der Webseite The Daily Stormer und bekannte sich zur White Supremacy. Er zeigte seine Tätowierungen, darunter eine Swastika, und er schrieb über seine Zeit in der Haftanstalt.
Er veröffentlichte eine Vielzahl an Podcasts und betreibt einen LiveJournal-Blog, in dem er Kommentare über kulturelle Themen abgibt. Seine Ansichten, die oft kontrovers wahrgenommen werden, brachten den Autor Philip Elmer-DeWitt dazu, ihn als den „hässlichsten Computer Hacker“ zu bezeichnen. Das Rolling-Stone-Magazin bezeichnete einige seiner Hackingaktionen als rassistisch und homophob während andere seine Werke als anstößig und witzig interpretierten, wie z. B. Fox News. Ein Forbes-Autor verglich Auernheimer mit dem Puck aus Shakespeares Sommernachtstraum, ein AtlanticMagazine Autor nannte den Vergleich „seltsam großzügig“.
In einem Interview mit Red Ice Radio sagte Auernheimer: „Afrikaner sind überlegen in Afrika, es ist nicht so als wären Chinesen nicht überlegen in China. Warum sollten Weiße nicht überlegen sein in den Ländern ihrer Vorfahren?“ Zu seinem Tattoo meinte Auernheimer, dass Adolf Hitler nicht der Anfang und das Ende der Swastika sei und dass das Symbol eine tiefergehende europäische Geschichte habe.
Auernheimer ist ein Befürworter der freien Meinungsäußerung. Er verteidigte das Satire-Wiki Encyclopedia Dramatica in einem Interview mit Ninemsn, welches vom Technologie-Magazin The Register in einem Artikel über Internet-Zensur als „eher brillant“ bezeichnet wurde. Auernheimers Handlungen werden oft als Hacktivismus bezeichnet. Die australische Medienkommentatorin Emma Jane bezeichnete ihn als „Celebrity Hacktivist“.
Auernheimer zeigte sich als Befürworter der Occupy-Wall-Street-Proteste und sagte dazu, dass er selbst eine lange Vergangenheit habe, in der er reiche Leute geärgert hat.